# Kamenná (district de Třebíč)
Pour les articles homonymes, voir Kamenná.
Kamenná (en allemand : Kamena, Kamenitz) est une commune du district de Třebíč, dans la région de Vysočina, en République tchèque. Sa population s'élevait à 212 habitants en 2020.

## Géographie
Kamenná se trouve à 12 km à l'ouest-sud-ouest de Velká Bíteš, à 14,5 km au nord-est de Třebíč, à 36,7 km au sud-sud-est de Jihlava et à 149 km au sud-est de Prague.
La commune est limitée par Dolní Heřmanice au nord, par Tasov à l'est, par Pyšel au sud, et par Budišov et Studnice à l'ouest.

## Histoire
La première mention écrite de la localité date de 1349.

## Administration
La commune se compose de deux sections :
- Kamenná
- Klementice

## Transports
Par la route, Kamenná se trouve à 14,6 km de Velká Bíteš, à 18,7 km de Třebíč, à 51 km de Jihlava et à 171 km de Prague.